# Дзюндзяк, Анастасия Николаевна
Анастасия Николаевна Дзюндзяк (род. 26 марта 1979) — узбекистанская спортивная гимнастка. Участница летних Олимпийских игр 1996 года.

## Биография
Анастасия Дзюндзяк родилась 26 марта 1979 года.
В 1995 году участвовала в чемпионате мира по спортивной гимнастике в Сабаэ, но не выступала в личном многоборье.
В 1996 году вошла в состав сборной Узбекистана на летних Олимпийских играх в Атланте. В личном многоборье заняла 31-е место, набрав 37,224 балла и уступив 2,031 балла завоевавшей золото Лилии Подкопаевой с Украины. На отдельных снарядах показала лучший результат в опорном прыжке, где заняла 47-е место. В вольных упражнениях поделила 50-51-е места, в упражнениях на разновысоких брусьях стала 52-й, на бревне — 56-й.
В 1997 году участвовала в чемпионате мира в Лозанне, где заняла 33-е место в личном многоборье (35,230).
Мастер спорта Узбекистана международного класса.
Занималась танцами на пилоне и акробатикой. Была тренером театрально-хореографической школы «Театральные подмостки» в Обнинске.
С конца 2010-х годов работает тренером отделения спортивной гимнастики спортшколы №1 в Ельце.